# Guarapuava
Guarapuava (població: 182.644) és un municipi de l'estat de Paraná al Brasil. És el municipi més gran d'aquest estat per àrea.
Guarapuava es troba a 25°23'36" sud i 51°27'19" oest. La regió és coneguda com el centre de l'estat de Paraná, al tercer altiplà, també anomenat Meseta de Guarapuava. Descoberta pels portuguesos l'any 1770, i fundada l'any 1810, el nom de la ciutat prové de tupi guarani, que significa lloc del so dels llops de crines (els llops de crines s'anomenen Lobos-guará en portuguès). La seva cota és de 1120 m (3675 peus).
Les primeres famílies que es van establir a la ciutat es van formar a través dels Tropeiros. Aquestes famílies tenien les seves arrels a Polònia, Itàlia i Alemanya. L'aniversari de la ciutat se celebra el 9 de desembre, a causa de l'inici de la colonització entre Rio Coutinho i Rio Jordão, per la bona voluntat de Nossa Senhora de Belém el 1819.
La ciutat és la seu de la diòcesi catòlica romana de Guarapuava.

## Història
Descoberta la zona pels portuguesos el 1770 i fundada el 1810, el nom de la ciutat deriva de la Língua Geral de São Paulo agûarápuaba, que significa "lloc del so dels llops de crin" (gûará, llop de crin + pu, so/soroll + aba, lloc). La ciutat té la data commemorativa de l'aniversari del 9 de desembre, a causa de l'inici de la colonització entre Rio Coutinho i Rio Jordão a la parròquia de Nostra Senyora de Betlem l'any 1819, amb la demarcació de poble i església.
Aquest emplaçament va ser escollit per començar a causa de la colonització de l'època tenia una predilecció per ocupar-se del terreny, amb amplis horitzons, que gràcies a aquesta característica natural, oferia facilitat de defensa davant els indis.
Els primers pobles van néixer a prop de Jaguariaíva, Pirai, Furnas, Castro i Iapó Pouso de Ponta Grossa. Les ciutats es van formar al llarg del llarg camí cap al sud fins a apropar-se a la comarca on avui és la ciutat de Guarapuava.
El seu nucli urbà té un paper important en la seva fase inicial de Chagas el pare Francisco Lima, que va iniciar l'ocupació, a partir d'uns criteris d'estètica, buscant els requisits recollits en la carta de l'1 d'abril de 1809, comte de Linhares, que ja determinava que les normes que han de seguir els edificis a construir. Pel que fa al punt-nucli es refereix a la catedral de Nostra Senyora de Betlem, situada a la part alta de la conca del riu Cascavel, que va ser un referent important per a la societat de l'època. El primer alcalde de Guarapuava va ser el coronel Pedro Lustosa de Siqueira.
L'any 1852, el 17 de juliol, la vila de Nostra Senyora de Betlem, va ser elevada a la categoria de poble. El 2 de maig de 1859 es va crear el districte a Guarapuava, i José Antônio Araújo Vasconcelos del primer tribunal de justícia. La Vila de Nostra Senyora de Betlem va rebre ciutat anual el 12 d'abril de 1871, per la Llei núm. 271. Estar separat del municipi de Castro.